# Обертух
Оберту́х (от нем. Obertuch — «верхнее сукно», также дед) — сладкий пирог в русской кухне, получившая популярность в Санкт-Петербурге во второй половине XIX века. Разновидность блинчатого пирога с искусственным немецким названием, в немецкой кухне блюда под названием «обертух» нет.
Обертух представлял собой пирог из нескольких коржей-лепёшек из дрожжевого теста, как для бабы, с круглым отверстием посередине, смазанных топлёным сливочным маслом и пересыпанных коричным сахаром, сухим вареньем, изюмом, черносливом или инжиром. Коржи обертуха выкладывали для выпекания в смазанную маслом и обсыпанную сухарями кастрюлю или иную цилиндрическую форму, в которой устанавливали вертикально жестяную трубку-«колодец» по принципу кольцевой формы для выпечки, с выемкой посередине.